# فرودگاه اگاو
فرودگاه اگاو (به انگلیسی: Agaun Airport) یک فرودگاه با کد یاتا AUP است. این فرودگاه در کشور پاپوآ گینه نو قرار دارد و در ارتفاع ۹۷۵ متری از سطح دریا واقع شده‌است.